# Ministerio de Defensa (Suecia)
El Ministerio de Defensa de Suecia - en sueco Försvarsdepartementet - es un ministerio del Gobierno de Suecia. Cuenta con cerca de 140 funcionarios. Está dirigido por el ministro de Defensa (Försvarsmininister).

## Agencias gubernamentales del Ministerio de Defensa
El Ministerio de Defensa de Suecia incluye, entre otros, los siguientes órganos y departamentos:
- Fuerzas Armadas de Suecia (Försvarsmakten)
- Autoridad para la Exportación de Material Militar (Försvarsexportmyndigheten)
- Guardia Costera (Kustbevakningen)
- Comisión Nacional de Investigación de Averías (Statens haverikommission)
- Dirección General de Armamento y Equipamientos de Defensa (Försvarets materielverk)
- Instituto de Acción Social (Myndigheten för samhällsskydd och beredskap)
- Dirección General de Reclutamiento (Totalförsvarets rekryteringsmyndighet)